# Гальпер, Михаил Александрович
Михаил Александрович Гальпер (18 декабря 1904 — 16 февраля 1964) — советский кинооператор игрового и документального кино.

## Биография
С 1923 года работал на киностудии Севзапкино (впоследствии Совкино, Ленсовкино и Ленфильм). В 1928 году снял первый самостоятельный короткометражный фильм о трактористах «Железная лошадь» (режиссёр Оскар Галлай), в следующем году полнометражную картину «Косая линия» с тем же режиссёром, в 1930 году снял два художественных фильма — «Бунт бабушек» (режиссёр Оскар Галлай) и «Чужой берег» (режиссёр Марк Донской), затем научно-популярные фильмы «Метод Сметанина» (1935) и «Наша Родина» (1938). С 1930 года (с перерывом в военное время) работал на Ленинградской киностудии научно-популярных фильмов.

## Фильмография
- 1928 — Железная лошадь (короткометражный, Ленсовкино)[1][2]
- 1928 — Косая линия (Ленсовкино)
- 1929 — Бунт бабушек (Совкино)[3]
- 1930 — Чужой берег[4]
- 1930 — Американка (Госкинпром Грузии, по сценарию В. Б. Шкловского)
- 1935 — Метод Сметанина (научно-популярный)
- 1938 — Наша Родина (научно-популярный)
- 1957 — Дорога к звёздам (научно-фантастический)[5][6][7]
- 1959 — Повесть о русском изобретателе (Ленинградская студия научно-популярных фильмов, к 100-летию А. С. Попова)[8]
- 1959 — Русский народный оркестр (Леннаучфильм, дебют режиссёра В. В. Мельникова)